# Macrolopholia cristulata
Macrolopholia cristulata är en insektsart som först beskrevs av Carl Stål 1878.  Macrolopholia cristulata ingår i släktet Macrolopholia och familjen gräshoppor. Inga underarter finns listade i Catalogue of Life.